# Lijst van presentatoren van MAX
Hieronder volgt een lijst van televisiepresentatoren en presentatrices die bij Omroep MAX werken of gewerkt hebben.
- Özcan Akyol (2019-heden)
- Cor Bakker (2006)
- Frits Barend (2008)
- Duco Bauwens (2008-heden)
- Robèrt van Beckhoven (2013-heden)
- Plien van Bennekom (2023-heden)
- Martine Bijl (2012-2015)
- Ad Bouman (2011)
- Arthur Brand (2018)
- Ron Brandsteder (2010-2013)
- Elles de Bruin (2007-heden)
- Olga Commandeur (2008-heden)
- Wim Daniëls (2021-heden)
- Cilly Dartell (2013-2014)
- Midas Dekkers (2016-2019)
- Hans Dorrestijn (2014-2018, 2021)
- André van Duin (2016-heden)
- Vincent van Engelen (2011)
- Violet Falkenburg (2007)
- Philip Freriks (2014-2016)
- Yvonne van Gennip (2009)
- Myrna Goossen (2010-2012)
- Ilja Gort (2012-2016)
- Edson da Graça (2022)
- Cees Grimbergen (2010, 2011-heden)
- Richard Groenendijk (2018)
- Charles Groenhuijsen (2010-heden)
- Hanneke Groenteman (2007-2015)
- Nico de Haan (2014-2018)
- Tim Haars (2014)
- Janny van der Heijden (2013-heden)
- Martin Hendriksma (2020)
- Brecht van Hulten (2005)
- Anne-Marie Jung (2019)
- Manuëla Kemp (2016-202?)
- Catherine Keyl (2005-2007)
- Simone Kleinsma (2021-heden)
- Erwin Kroll (2014)
- Jeroen Latijnhouwers (2014-2018)
- Paul de Leeuw (2024)
- Derek de Lint (2022-heden)
- Irene Moors (2019)
- Frank du Mosch (2012-2014)
- Hennie van der Most (2009-2010)
- Henk Mouwe (2017)
- Carrie ten Napel (2014-heden)
- Sybrand Niessen (2008-heden)
- Charlotte Nijs (2025–heden, verslaggever)[1]
- Martine van Os (2006-heden)
- Piet Paulusma (2020-2022)
- Han Peekel (2019-2022)
- Koos Postema (2012-2015)
- Joost Prinsen (2010-2015, 2023)
- Edsilia Rombley (2021)
- Mascha de Rooij (2014-heden)
- Loretta Schrijver (2007-2008)
- Erik Scherder (2018-heden)
- Renate Schutte (2015)
- Jan Slagter (2006-heden) (tevens omroepbaas)
- Henkjan Smits (2016-heden; incidenteel) (sinds 2012 radiopresentator bij MAX)
- Huub Stapel (2013-2014, 2019-heden)
- Dionne Stax (2016, 2017-2019, 2021-heden)
- Erica Terpstra (2011-heden)
- Mounir Toub (2017-heden)
- Marlijn Weerdenburg (2018-2019)
- Sandra Ysbrandy (2017-heden)
- Herman van der Zandt (2015-heden)

## Incidentele presentatoren
- Dieuwertje Blok (2019)
- Klaas Drupsteen (2015)
- Diederik Ebbinge (2020-2021)
- Harm Edens (2007, 2008)
- Jack van Gelder (2007)
- Dione de Graaff (2020-2021)
- Karel van de Graaf (2010)
- Eva Jinek (2011, 2012)
- Hans Kazàn (2017)
- Nelleke van der Krogt (2007)
- Evert ten Napel (2019-2020)
- Patrick Nederkoorn (2019-2020)
- Margreet Reijntjes (2017)
- Paul Rem (2015)
- Leontine Ruiters (2015)
- Joop Schaminée (2019-2020)
- Govert Schilling (2014, 2015)
- Frits Sissing (2010)
- Henny Stoel (2010)
- Annette van Trigt (2014)
- Monique van de Ven (2016)
- Prof. mr. Pieter van Vollenhoven (2019-2020)
- Erben Wennemars (2016)
- Berry Westra (2013-2014)